# Абу Хатим Ахмад ибн Хамдан ар-Рази
Абу́ Хати́м Ахма́д ибн Хамда́н ар-Рази́ (перс. ابوحاتِم احمد بن حَمدان رازی‎; IX век, Тегеран — 934) — исмаилитский философ, автор и проповедник (да'и) X века персидского происхождения, ставший лидером да'вата (да'ва) в районе Джибаль. Абу Хатим был одним из основоположников философии исмаилизма и в религиозной иерархии исмаилитского да'вата стоял на высокой ступени худжжат. Он распространял да'ват из своего центра в Рее вплоть до Азербайджана и Дейлема, которые в то время входили в состав Прикаспийских провинций, включая Дейлем, Гилян, Табаристан и Горган. Исмаилитские источники сообщают, что ему удалось убедить значительное число влиятельных лиц принять исмаилитское учение.
Исследователи исмаилизма ставят его в один ряд с такими известными персоязычными исмаилитскими философами, как Мухаммад ибн Ахмад ан-Насафи (ан-Нахшаби), Абу Якуб ас-Сиджистани, Хамид ад-Дин аль-Кирмани и Насир Хосров. Русский историк-востоковед В. А. Иванов считает Абу Хатима «одним из величайших авторов-эрудитов, которых исмаилизм, и вообще ислам, когда-либо произвели». Хамид ад-Дин аль-Кирмани в Китаб аль-рийад упоминает о нём, как об одном из искуснейших проповедников да'вата, чьё назначение и усилие было приложено для реформирования религиозно-эзотерического понимания текстов священного писания и его развития. Абу Хатим обладал хорошими познаниями в филологии, поэзии и хадисах. Им было внесено много нового в исмаилитские доктрины, как в части теологии, так и в сфере философского учения.

## Биография

### Происхождение. Ранние годы
Абу Хатим родился приблизительно в 874 году вблизи Рея, в Пашапуйе (совр. Фашапуйа южнее Тегерана). Со временем стал там заместителем исмаилитского проповедника (да'и). Ибн Хаджар аль-Аскаляни называет его «аль-Лайси», хотя причина этой нисбы неясна. Ибн ан-Надим и Абу аль-Касим Кашани упоминают его как Абу Хатим ибн Абдан ар-Рази аль-Варшанани. Науке ничего неизвестно ни о детстве, ни о национальном происхождении, ни о том, где и какое образование получил Абу Хатим ар-Рази. Одни его считают арабом, поскольку он, в совершенстве знал арабский язык и литературу, все свои труды писал на этом языке, другие — персом. Своё происхождение из персидской семьи подтверждает и сам мыслитель, отмечая в своей книге Китаб аз-зина, что он «был воспитан в персидском духе». История сохранила только краткое сообщение Низам аль-Мулька о пропаганде Абу Хатимом ар-Рази исмаилизма в Рейе, но о его жизни и деятельности в раннем возрасте ничего не известно, более или менее достоверные факты существуют только о более поздних годах его жизни.

### Обращение в исмаилизм
В начале Абу Хатим был дуалистом-зороастрийцем, затем стал материалистом, после чего впал в скептицизм и стал сомневаться в истинности своей веры, после чего обратился в исмаилизм. Приняв исмаилизм, Абу Хатим в своём творчестве подверг критике все религии и учения, догматы которых не соответствовали исламу, хотя сам синтезировал мусульманскую мудрость (хикмат-и ислами) с неоплатонизмом.

#### Карьера в качестве проповедника и смерть

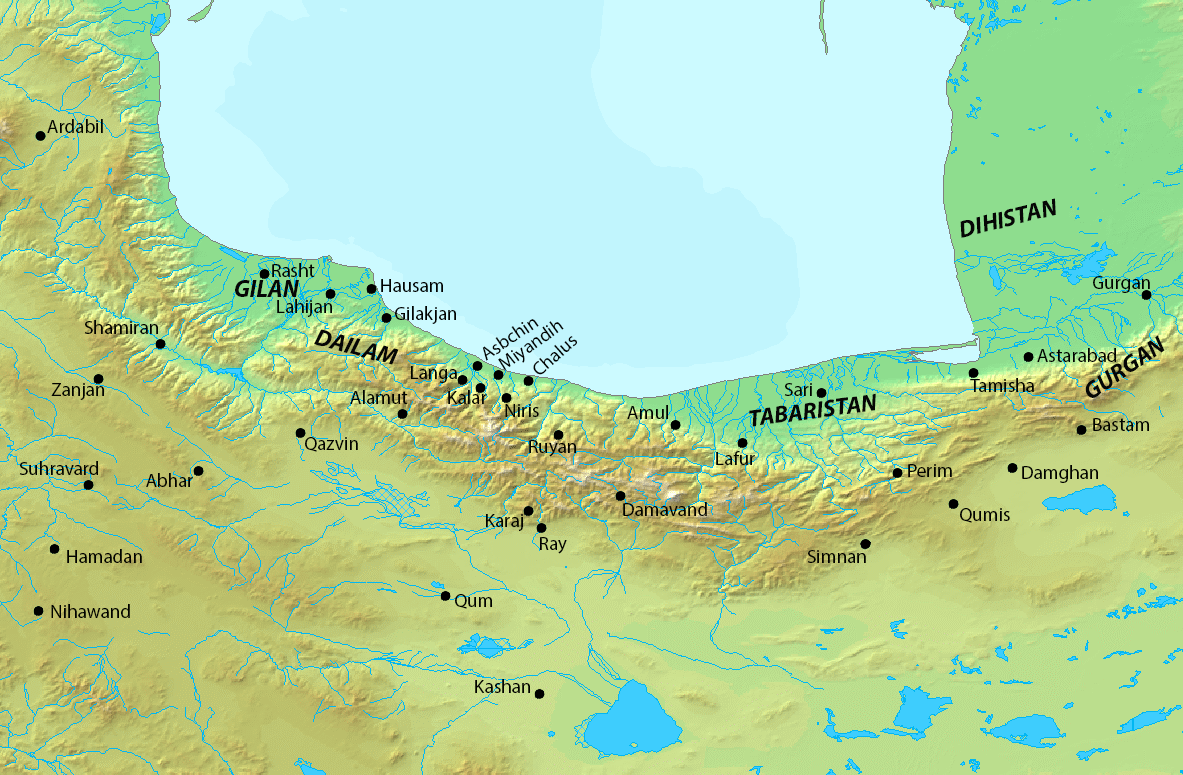
Карта Прикаспийского Ирана в период Иранского интермеццо (IX—XI века)

Время зрелой жизни и активной творческой деятельности Абу Хатима ар-Рази совпадает с периодом «золотого века» («мусульманского ренессанса») исламского мира. Как идеолог раннего исмаилизма, Абу Хатим много внимания уделял исмаилитскому да'вату и пытался направить деятельность всех да'и в русла разработанного им этического кодекса в соответствии с моральными требованиями Корана и других священных текстов ислама.
Ар-Рази приписывают расширение миссионерской деятельности исмаилитов в Персии, однако ему пришлось удалиться в Табаристан после завоевания Рейя суннитской династией Саманидов в 925 году. Абу Хатим бежал в Дейлем, горный район к юго-востоку от Каспийского моря, служивший местом укрытия многих Алидов, бежавших от Аббасидов, где оказал поддержку гилякскому лидеру Асфару ибн Ширавайху в его борьбе против зейдитских имамов Табаристана. Абу Хатим превосходно владел языком и красноречиво говорил, что позволило ему привлечь в свой мазхаб как правителей, так и простых людей; среди них можно выделить правителя Рея Ахмада ибн Али, Ашрафа ибн Ширвайха и Махди ибн Хусрава Фируза (Фирузана), известного как Сийахчашм. Ар-Рази также смог обратить в исмаилизм Мардавиджа аз-Зийара, установившего в Северной Персии династию Зияридов с центром в Рее.
Абу Хатим ар-Рази умер в 934 году по дороге или в изгнании в Азербайджане. Как отмечает Ф. Дафтари, «после его смерти в рядах исмаилитов Джибаля начался разброд».

### Учение
Абу Хатим ар-Рази, как и многие другие исмаилитские мыслители, расширил исмаилитские космологические и метафизические доктрины, которые уже обсуждались ан-Насафи. Все эти благоприятные условия дали мыслителю возможность развивать свои творческие способности в тех областях, которые были необходимы исмаилитскому да'вату. В своём кодексе морали миссионера ар-Рази пишет о скрытом и явном, об обучении скрытому или тайной интерпретации (хакаик аль-та'виль) захир (внешнее), которое адресовано натыку (глаголющему пророку) для людей священного закона (ахли аль аль-шари'а).
B собственно исмаилитском понимании творения как эманации, введённый в философский исмаилизм да'и ан-Насафи и ар-Рази, и поддержанный последующими исмаилитскими философами, в действительности творение соответствует процессу эманации в следующей форме:
1. Бог;
2. Высший разум;
3. Мировая душа;
4. Первоматерия;
5. Четыре элемента (земля, вода, воздух, огонь);
6. Три царства природы (минералы, растения, животные);
7. Человек;
8. Социум.

Тем не менее, Абу Хатим подвергал критике своего единоверца Мухаммада ибн Ахмада ан-Насафи (ан-Нахшаби), основателя философского исмаилизма в Центральной Азии и Иране, за «ошибки», допущенные им в Китаб аль-махсул («Книга смысла и сути») при характеристике им первоначал мира, теории пророчества и священной истории, в антропологии и других вопросах исмаилитской теологии и философии. По его утверждению, да'и ан-Насафи неверно понимал природу Мировой души после её эманации из Высшего разума, считая, что она возникла несовершенной. С точки зрения Абу Хатима ар-Рази, Мировая душа с самого начала была полной и совершенной. Он считал, что если Высший разум был сотворён полным и совершенным, то Мировая душа, будучи его эманацией, не может быть неполной и несовершенной. По мнению Абу Хатима ар-Рази, в совершенстве нуждается действие души, а не её сущность.
По словам немецкого исламоведа Х. Хайнца, цель исмаилитского учения состоит в том, чтобы наделить Мировую душу совершенством, свойственным для Высшего разума в силу её сущности.

## Труды
В своих трудах Абу Хатим защищал исмаилитскую доктрину, за что он и его помощник Абу Якуб ас-Сиджистани считались главными авторитетами исмаилитской миссии. Абу Хатим в своих книгах скрывал свою принадлежность к исмаилизму и все религиозные вопросы (в частности, описания исламских сект в «Китаб аз-зина») излагал таким образом, чтобы суннитские теологи не заподозрили его в принадлежности к исмаилизму. Из пяти сочинений, написанных Абу Хатимом, сохранились только три:
А'лам ан-нубувват
А'лам ан-нубувват («Знамения пророчества») — одна из работ Абу Хатима ар-Рази. В ней Абу Хатим доказывает необходимость пророчества и имамата и отвергает претензии философа-вольнодумца Абу Бакра ар-Рази, известного на Западе под латинизированным именем Разес, на исключительность его философских взглядов. А. Корбен, французский философ и исследователь шиитского гностицизма писал: «В лице исмаилитов Абу Бакр столкнулся не с благочестивыми буквалистами, не с фанатичными врагами философии. Напротив, это были люди, защищавшие права философского мышления». Подвергая критике Абу Бакра ар-Рази, Абу Хатим пытается провести линию демаркации между истинной религией и ересью. Автор «А'лам ан-нубувват», обвиняя оппонента в предвзятом отношении к пророкам, подчёркивает истинность их учений, высокие моральные качества и ложность тезиса о ненужности пророчества для человечества. Параллельно с отрицанием и критикой теории пророчества Абу Бакр отрицал и шиитское учение об имамате, имамах и их миссии. Спасти ислам от философии Абу Бакра ар-Рази исмаилитские мыслители, в первую очередь Абу Хатим ар-Рази, считали своей миссией.
Китаб аз-зина
Китаб аз-зина («Книга украшений») — главный труд ар-Рази. Книга представляет собой большую рукопись, которая до сих пор остаётся неотредактированной, за исключением небольшой части в начале книги и её середины. В произведении бессистемно рассматривается исламская теологическая терминология. Работа была составлена в начале X века и представлена второму фатимидскому халифу аль-Каим Биамриллаху, по-видимому, вскоре после его восшествия на престол.
«Китаб аль-ислах»
Китаб аль-ислах («Книга исправлений») — старейшее из сохранившихся исмаилитских сочинений, представляющее доктрины неоплатонического толка, которые развивались в «иранской школе» с начала IV по X век. Эта книга, доступная в нескольких рукописях, представляет собой часть более продолжительного спора между иранскими исмаилитами о надлежащей форме новой доктрины.

### Комментарии
1. ↑  Абу Бакр ар-Рази относился к школе материалистов (асхаб-и хаюла); Абу Хатим ар-Рази был исмаилитом и, как все исмаилитские мыслители, противником Абу Бакра ар-Рази и всей школы материалистов[7]. Противостояние между Абу Бакром ар-Рази и исмаилитами является одним из знаковых моментов истории исламской мысли[22].

### Книги
- Корбен Анри. История исламской философии :  [рус.] = Histoire de la philosophie islamique. — М. : Прогресс-Традиция, 2010. — 360 с. — ISBN 978-5-89826-301-0.
- Дафтари Фархад. Исмаилиты: их история и доктрины :  [рус.] = The Isma'ilis: Their History and Doctrines / предисловие Вильферда Маделунга; перевод Лейлы Р. Додыходоевой при научной ред. О. Ф. Акимушкина. — М. : Наталис, 2011. — 847 с. — 1000 экз. — ISBN 58-062-0341-7. — ISBN 978-5-806-20341-1.
- Ivanow W. A. A creed of the Fatimids :  [англ.]. — Bombay : Qayyimah Press, 1936. — 82 p. — ISBN 9332873682. — ISBN 978-9332873681.
- Jalali-Moqaddam M. Abū Ḥātim al-Rāzī // Encyclopaedia Islamica :  [англ.] / Editors-in-Chief: Farhad Daftary ; Wilfred Madelung. — Leiden : Koninklijke Brill, 2009. — ISBN 9004191658. — ISBN 9789004191655. — doi:10.1163/1875-9831_isla_COM_0081.
- The Biographical Encyclopedia of Islamic Philosophy :  [англ.]. — N. Y : Bloomsbury, 2015. — 560 p. — ISBN 147256944X. — ISBN 9781472569462.

### Статьи
- Додихудоев Х. Д[тадж.]. Полемика Абу Хатима ар-Рази и Абу Бакра ар-Рази // Ишрак. Ежегодник исламской философии. — М., 2013. — 22 с.
- Додихудоев Х. Д. Философские дебаты Абу Бакра Рази и Абу Хатима Рази // Институт философии, политологии и права им. А. М. Баховаддинова. — Душанбе, 2016. — 12 с.
- Ниёзбеков Д. Т. Философские взгляды Абу Хатима ар-Рази // Институт философии, политологии и права им. А. М. Баховаддинова. — Душанбе, 2014. — 152 с.
- Ниёзбеков Д. Т. Абу Хатим ар-Рази и античная мысль // Институт гуманитарных наук им. Б. Искандарова. — Хорог, 2019. — 161—170 с. — ISSN 2411-9652. — doi:10.21661/r-112875.
- Abū Ḥātem Rāzī / Halm H. // Encyclopædia Iranica [Электронный ресурс] :  [англ.] / ed. by E. Yarshater. — 1983. — Vol. I, Fasc. 3. — P. 315.